# ایستامینا (چوکو)
ایستامینا (چوکو) (به اسپانیایی: Istmina) یک سکونتگاه مسکونی در کلمبیا است که در بخش چوکو واقع شده‌است.